# Penthalaz
Penthalaz ist eine politische Gemeinde im Bezirk Gros-de-Vaud des Kantons Waadt in der Schweiz.

## Geographie
Penthalaz liegt auf 491 m ü. M., 1,5 km östlich von Cossonay und 13 km nordwestlich der Kantonshauptstadt Lausanne (Luftlinie). Das Haufendorf erstreckt sich an einem leicht nach Süden geneigten Hang über dem Tal der Venoge, im Gros de Vaud, im Waadtländer Mittelland.
Die Fläche des 3,9 km² grossen Gemeindegebiets umfasst einen Abschnitt des Gros de Vaud, der Kornkammer des Kantons Waadt. Der östliche Gemeindeteil wird von der Hochfläche des Gros de Vaud eingenommen, die auf der Flur Sur Bule 503 m ü. M., auf dem Hügel Braye 514 m ü. M. erreicht. Die Nordgrenze bildet das Tal des Ruisseau de Malomba, eines linken Seitenbachs der Venoge. Im Westen reicht der Gemeindeboden in die Talniederung der Venoge mit dem Sumpfgebiet Bois de Vaux. Ganz im Südwesten erstreckt sich das Gebiet bis an den Rand des Hochplateaus von Cossonay, auf dem mit 525 m ü. M. der höchste Punkt von Penthalaz erreicht wird, sowie zur Mündung des Ruisseau de l'Ouffema in die Venoge. Von der Gemeindefläche entfielen 1997 26 % auf Siedlungen, 18 % auf Wald und Gehölze, 55 % auf Landwirtschaft und etwas weniger als 1 % war unproduktives Land.
Zu Penthalaz gehören das Bahnhofquartier Cossonay-Gare (434 m ü. M.) im Venogetal unterhalb von Cossonay, das Wohnquartier Sous la Ville (452 m ü. M.) unterhalb des alten Dorfkerns sowie mehrere Neubauquartiere. Die Nachbargemeinden von Penthalaz sind im Westen Cossonay, im Norden Lussery-Villars, im Osten Daillens, im Südosten Penthaz und im Süden Gollion.

## Bevölkerung
Mit 3197 Einwohnern (Stand 31. Dezember 2023) gehört Penthalaz zu den mittelgrossen Gemeinden des Kantons Waadt und ist gleichzeitig die zweitgrösste Gemeinde des Bezirks Cossonay. Von den Bewohnern sind 87,6 % französischsprachig, 2,8 % deutschsprachig und 2,3 % portugiesischsprachig (Stand 2000). Die Bevölkerungszahl von Penthalaz belief sich 1900 auf 372 Einwohner. Im Laufe des 20. Jahrhunderts nahm die Bevölkerung kontinuierlich zu, in den letzten Jahrzehnten verstärkte sich das Wachstum (1960 zählte die Gemeinde 1260 Einwohner).

## Wirtschaft
Penthalaz war bis Ende des 19. Jahrhunderts ein vorwiegend durch die Landwirtschaft geprägtes Dorf. Heute haben der Ackerbau und der Obstbau nur noch eine untergeordnete Bedeutung in der Erwerbsstruktur der Bevölkerung.
Mit der verbesserten Verkehrsanbindung nach der Eröffnung der Eisenbahnlinie Yverdon-Lausanne entwickelte sich im Venogetal zwischen Cossonay und Penthalaz ein Industriequartier. Hier liessen sich zunächst die Grands Moulins de Cossonay (die noch heute unter dem Namen Provimi Kliba SA existieren) und eine Kondensmilchfabrik nieder. In den Gebäuden dieser Fabrik installierte sich 1898 das Kabelwerk Aubert-Grenier. Seit 1923 heisst das ehemalige Kabelwerk Câbleries et Tréfileries de Cossonay SA, heute Venoge Parc SA. Dieses Unternehmen, das zeitweise bis zu 1000 Arbeitsplätze anbot, prägte die Wirtschaftsstruktur des Dorfes und führte zu einem Aufschwung der Region um Cossonay. Im Lauf des 20. Jahrhunderts siedelten sich auch eine Viehfutterfabrik und mehrere Kellereien an. Neben den beiden erwähnten wichtigsten Firmen, gibt es heute auch mechanische Werkstätten, graphische Ateliers, Betriebe des Baugewerbes, des Metallbaus und der Elektrotechnik.
Als Regionalzentrum zusammen mit Cossonay bietet Penthalaz zahlreiche Einkaufsmöglichkeiten, Sportanlagen, kulturelle Einrichtungen und einen Campingplatz.
In den letzten Jahrzehnten hat sich das Dorf auch zu einer Wohngemeinde entwickelt. Viele Erwerbstätige sind deshalb Wegpendler, die hauptsächlich im Grossraum Lausanne arbeiten.

## Verkehr

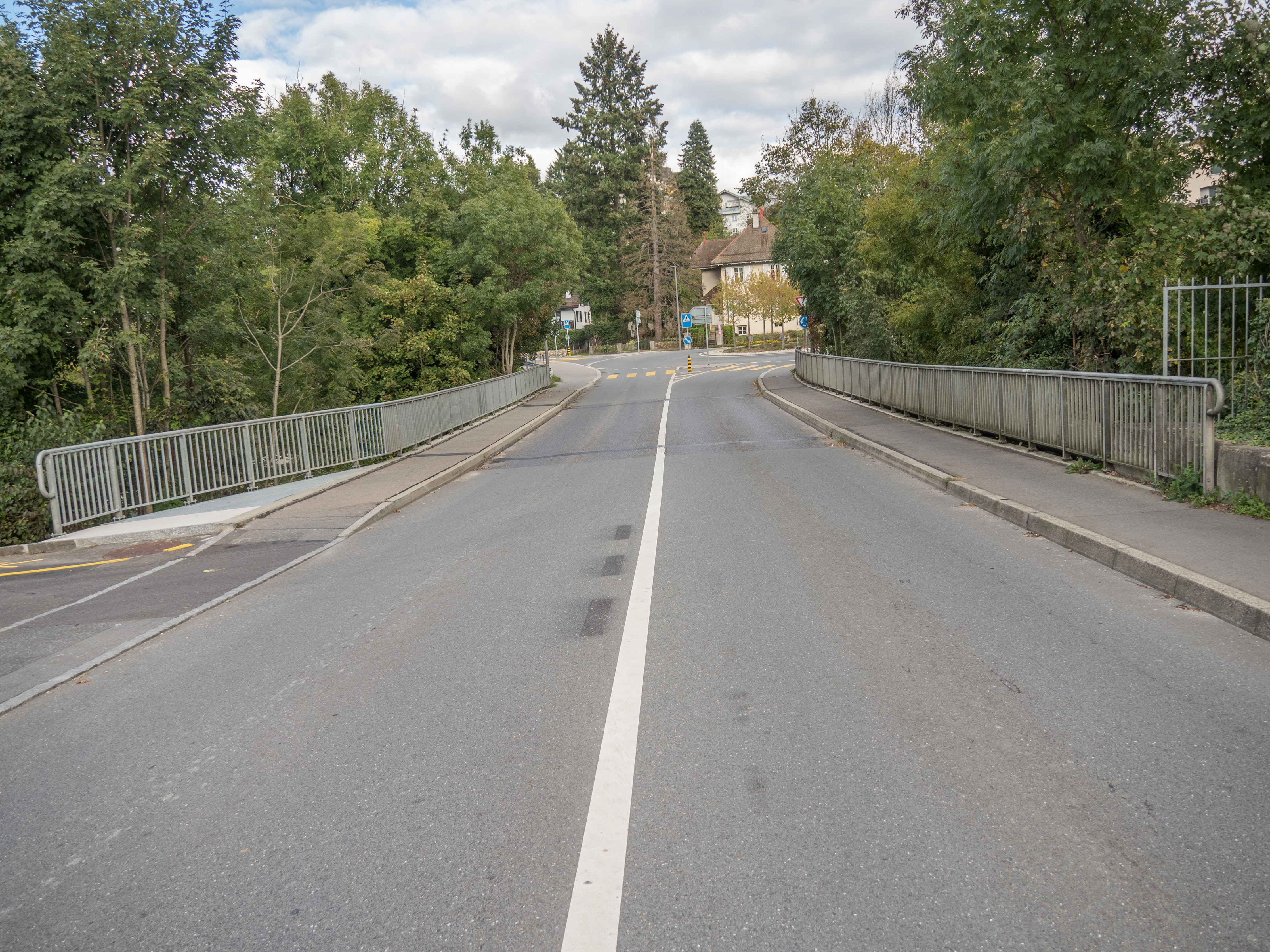
Route de la Gare (Hauptstrasse 9/124)-Brücke über die Venoge in Penthalaz

Die Gemeinde ist verkehrstechnisch gut erschlossen. Sie liegt an der Hauptstrasse 9 von Lausanne via Cossonay nach Vallorbe. Der Autobahnanschluss Cossonay an der 1981 eröffneten A1 (Lausanne-Yverdon) ist rund 3 km vom Ortskern entfernt.
Am 7. Mai 1855 wurde der Abschnitt Yverdon-Bussigny-près-Lausanne der Bahnlinie Yverdon-Lausanne mit dem Bahnhof Penthalaz-Cossonay in Betrieb genommen. Seit 1913 trägt der Bahnhof nur noch den Namen Cossonay. 1897 erfolgte die Eröffnung der Standseilbahn Cossonay Gare-Ville (CG). Von Cossonay-Gare verkehren Autobusse nach Cheseaux-sur-Lausanne und nach L’Isle. Durch einen Lokalbus, der auch die Dörfer Daillens und Penthaz bedient, ist der alte Ortskern von Penthalaz an das Netz des öffentlichen Verkehrs angeschlossen.

## Geschichte
Auf dem Gemeindegebiet wurden Nekropolen aus der Römerzeit und ein frühmittelalterliches Gräberfeld entdeckt. Die erste urkundliche Erwähnung des Ortes erfolgte 1182 unter dem Namen Pentala. Später erschienen die Schreibweisen Pentalla (1387), Penthala (1574) und Pentallaz (1799). Erst seit 1841 ist die heutige Schreibweise überliefert. Der Name bezeichnet einen Ort am Abhang (französisch pente = Hang, Abhang), Penthalaz ist die Verkleinerungsform von Penthaz.
Penthalaz gehörte seit dem Mittelalter zur Herrschaft Cossonay und nach 1420 zur savoyischen Kastlanei Cossonay. Mit der Eroberung der Waadt durch Bern im Jahr 1536 kam das Dorf unter die Verwaltung der Vogtei Morges. Nach dem Zusammenbruch des Ancien Régime gehörte Penthalaz von 1798 bis 1803 während der Helvetik zum Kanton Léman, der anschliessend mit der Inkraftsetzung der Mediationsverfassung im Kanton Waadt aufging. 1798 wurde es dem Bezirk Cossonay zugeteilt. Im Jahr 1839 fielen zahlreiche Häuser einem Dorfbrand zum Opfer.

## Sehenswürdigkeiten
Die Pfarrkirche Saint-Martin ist bereits 1228 erwähnt. Sie wurde seither mehrfach umgestaltet und restauriert und besitzt Wandmalereien aus dem 15. und 16. Jahrhundert. Im alten Ortskern sind einige Häuser (darunter das Maison des Dîmes) aus dem 17. bis 19. Jahrhundert erhalten.